# Leigh Francis
Leigh Szaak Francis, född 30 maj 1973, är en brittisk komiker och skådespelare.